# Zimbabwe Electricity Distribution Company
Die Zimbabwe Electricity Distribution Company (ZETDC) ist ein simbabwisches Elektrizitätsversorgungsunternehmen für die Belieferung von Endverbrauchern im Land. Die Hauptverwaltung des Unternehmens befindet sich im Electricity Centre, an der Samora Machel Avenue, in der Hauptstadt Harare. Es ist ein Tochterunternehmen der staatlichen Zimbabwe Electricity Supply Authority (ZESA Holdings).
Mit geplanten, angekündigten Netzabschaltungen im Jahre 2019 wegen des Lastabwurfs vom Karibakraftwerk auf Grund des niedrigen Wasserstandes im Kariba-Stausee sowie den Einschränkungen im Kohlekraftwerk Hwange mit den Folgeauswirkungen im Gesamtnetz und begrenzten Importmöglichkeiten versucht die ZETDC den landesweiten Stromverbrauch ausgleichend einzuschränken. Stromabschaltungen werden deswegen morgens zwischen 5 und 10 Uhr sowie abends von 17 bis 22 Uhr vorgenommen. Um ein Zusammenbruch des nationalen Übertragungsnetzes zu vermeiden, können die Abschaltungen auch länger anhalten. Eine ähnliche Situation besteht auch im benachbarten Sambia, das ebenfalls erheblich vom Karibakraftwerk abhängig ist und den Rückgang des Wasserspiegels im Stausee kaum beeinflussen kann.
Die simbabwische Energieregulierungsbehörde (Zimbabwe Energy Regulatory Authority, ZERA) hat dem staatlichen Energieversorger ZESA im Oktober 2019 die Freigabe erteilt, die Stromtarife um über 400 Prozent zu erhöhen. Diese Erhöhung wird mit der Abwertung des Simbabwe-Dollars gegenüber den Hauptwährungen begründet; dadurch ist ein Anstieg des Stromverbrauchertarifs von 38,61 Cent/kWh auf 162,16 Cent/kWh vorgesehen.
Zur Verbesserung des Energieversorgungssicherheit in Simbabwe wird durch die ZETDC im Chidome Ward im Distrikt Hwange ein Solarkraftwerk gebaut, das schließlich eine Gesamtleistung von 107 MW haben soll. Mit einer Fernleitung soll von hier der Strom bis zur 33-kV-Station Hwange zwecks Einspeisung in das nationale Netz geleitet werden.